# Галицкое (Кировская область)
 Галицкое  — село в Санчурском муниципальном округе Кировской области.

## География
Расположено на расстоянии примерно 5 км по прямой на север-северо-восток от райцентра поселка Санчурск.

## История
Известно с 1646 года как дворцовое село Галицкое с Никольской церковью. В 1748 году здесь (село Николаевское или Галицкое) было учтено 58 душ мужского пола, село принадлежало Акинфию Демидову. В 1873 году в селе (Галицкое) учтено дворов 37 и жителей 241, в 1905 (Галицкое или Николаевское) 39 и 300, в 1926 75 и 351, в 1950 (Галицкое) 65 и 195, в 1989 254 жителя. Троицкая каменная церковь в селе построена в 1825 году. С 2006 по 2019 год входило в состав Городищенского сельского поселения.

## Население
Постоянное население составляло 240 человек (русские 93%) в 2002 году, 203 в 2010.